# 개골개골 마법사
개골개골 마법사(일본어: ケロケロちゃいむ 케로케로 차임[*])는 일본의 후지타 마구로가 《리본》에 연재한 만화이자 이를 원작으로 일본의 TV 애니메이션이다.

## 등장인물
※ 괄호 안은 한국어 더빙판 이름
미모리(멜로디)
성우 히구치 치에코/주희
개구리족의 공주이며 나이는 14살이다. 개구리족 특유의 점프와 수영이 특기인 소녀. 밝고 쾌활하며 천진난만한 성격이지만 약간은 어리버리하면서 경박한 소녀로 예쁜 것을 좋아한다. 괜찮아~하는 말버릇이 있다. 자신의 오빠인 앤드류 왕자의 장난에 의해 마법에 걸린 성준이를 돕기 위해 함께 모험을 떠난다. 경박한 성격 때문에 소동을 일으키거나 잘 속지만 그녀의 순수한 웃음과 행동력은 주위를 위기에서 구하기도 한다. 원작 만화에서는 화를 잘 내지 않았지만 애니메이션에서는 가끔 화를 내기도 한다.
아오이(한성준)
성우 나미카와 다이스케/강수진
멜로디 일행과 같이 모험을 떠나는 14살 소년. 물에 닿거나 맞으면 파란 개구리로 변한다.
리프(리리)
성우 나미키 노리코/서선주
나뭇잎의 요정. 4화에서 처음으로 등장한다. 황폐해진 숲에 혼자 남아 있었던 요정. 아직 어린 요정이기 때문에 높은 고도에서는 잘 날지 못한다. 구슬콩과는 자주 티격태격한다. 처음에 멜로디가 쓰고 있던 링 여왕의 장식품인 달의 왕관을 빼앗으려 했지만 용서를 받고 링 여왕의 명령대로 멜로디 일행과 함께 모험을 떠난다. 멜로디가 쓰고 있던 달의 왕관을 가져가려고 약을 탄 차를 끓여 마시게 하나 멜로디와 성준이는 약을 먹지 않았다. 차를 아주 잘 만들지만 종종 사건을 일으킨다. 자주 울지만 정작 본인은 멜로디와 성준이를 도우려고 한다. 의외로 추위에 약하다.
스우(슈)
성우 미츠하시 카나코/박신희
개구리족과 천적관계인 뱀족의 공주. 14살. 말끝마다 슈슈슈슈슛~한다. 멜로디와는 달리 자존심이 강하고 화를 잘 내는 성격으로 거칠고 신경질적이며 난폭하다. 매력적인 외모와는 달리 의외로 머리가 잘 안 돌아가는 편이다. 개구리족을 천적으로 여겨 늘 멜로디 일행에게 훼방을 놓지만 번번히 실패한다. 벼랑에서 떨어질 뻔했을 때 성준이가 구해준다. 성준이에게 첫눈에 반해 좋아하게 된다. 멜로디를 싫어하고 성준이를 좋아한다. 같은 종족이 아니라서 싫어하는 면도 있다. 특히 멜로디가 성준이와 같이 모험을 하는 것을 무척 싫어하고, 성준이를 질투한다. 자신의 종족인 뱀족이 개구리족에 의해 멸망한 것이 아니라 개구리족과 연합하여 타오 마왕과 맞섰다가 멸망했음을 알고는 개구리족에 대한 오해를 풀게 된다.
시포
멜로디와 성준이가 개구리 나라 밖에서 만난 하늘을 나는 신기한 생물이지만, 처음에는 송충이로 착각했다. 꼬리 같은 모습을 하고 있어서 멜로디가 꼬리벌레라는 별명을 붙여주었다.
마카에루(앤드류 왕자)
멜로디의 오빠로 개구리족의 왕자이다. 18살. 제멋대로인 성격에 여동생인 멜로디처럼 장난기가 많고 덜렁대는 성격이다. 여동생인 멜로디를 끔찍이 아끼고 사랑한다. 어느 날 개구리족이 몰락한 이후 왕궁의 지하서고에서 이세계로 빨려간 개구리족들을 다시 마법 세계로 돌아오게 하는 마법을 찾아 헤맸고, 그 마법에 푸른 개구리의 힘이 필요하다는 것을 알게 되고는 푸른 개구리를 찾아 다녔으나, 푸른 개구리가 이미 마법 세계에서는 멸종해 버렸음을 알게 되었다. 뱀족에게 복수를 하기 위해 마법을 공부하며 푸른 개구리를 못찾아 인간세계에서 성준이를 처음으로 보고 성준이에게 물에 닿거나 맞으면 푸른 개구리로 변하는 마법을 걸어 성준이를 개구리 나라로 데려왔다. 성준이가 마법세계로 안올까봐 개구리로 만든 이유를 터놓고 말하지 못했다.
히데노리(팡팡)
앤드류 왕자가 타고 다니는 말.
미카에루(샌드류)
멜로디의 아버지로 개구리족의 왕. 38세. 10년 전 전쟁에서 뱀족과 연합하여 타오마왕과 싸웠다. 뱀족의 왕과 왕비(슈의 부모님)와 자신의 왕비 멜라니와 함께 봉인의식을 치를 때 꼭 있어야만 하는 전설의 푸른개구리 없이 봉인의식을 강행하다 자신까지 다른 세계로 빨려들어간다. 그 일은 마법의 힘을 조절한다는 푸른 개구리가 멸종하여 생긴 일로써 개구리족과 뱀족이 함께 사라졌기 때문에 현세계에 남아있는 개구리족과 뱀족 두 종족간의 서로에 대한 원망을 낳는다. 그들의 10년 전 전쟁의 진실은 숲의 여왕 외에 겨우 몇몇 사람들만이 알고 있다.
마모리(멜라니)
멜로디의 어머니로 개구리족의 왕비. 34세. 10년 전 개구리족과 뱀족이 힘을 합쳐 싸울 때 푸른 개구리 없이 봉인마법을 쓰다 다른 세계로 빨려들어갔다.

## 에피소드 목록

### 1기
1.개구리 나라의 공주님(かえるの国のお姫さま)
2.하늘을 나는 꼬리!?(空とぶシッポ!?)
3.엄청나게 큰 친구(超おっきなオトモダチ)
4.신비한 숲의 나뭇잎(不思議の森のリープ)
5.꿈을 꾸는 프리지타(울랄라)(超夢見るフリジッタ)
6.엄청나게 무서운 레스토랑(チョー怖いレストラン)
7.러브러브 사랑에 빠진 인어공주(ラブラブ恋する人魚姫)
8.여우 학교의 신입생(キツネの学校の新入生)
9.충격의 카와즈 온천(ドッキリかわず温泉)
10.우물 너머의 몬스터(井戸の底のモンスター)
11.우냐우 마을의 고양이 소동(ウニャウ村のネコ騒ぎ)
12.공개 마카에루(앤드류)의 새로운 마법(公開マカエルの新魔法)
13.마법을 푸는 마구롱 풀(魔法をとくまぐろん草)
14.버섯 숲은 대소동(キノコの森は大騒ぎ)
15.서커스단 살인사건!?(サーカス団殺人事件!?)
16.오늘의 개구리 주의보(本日かえるチュー意報)
17.선인장 성채 결투(サボテンとりでの決闘)
18.아몬드 왕국의 신부(アーモンド王国の花嫁)

### 2기
19.유레이의 슬픈 사랑(ユーレイのセツナい恋)
20.마카에루(앤드류) 마법대결(マカエル魔法対決)
21.12성좌(별자리)의 대스타(12星座の大スター)
22.깜짝! 마마 달걀(びっくり! ママ卵)
23.알몸의 카바대장(はだかのカバ大将)
24.유원지에서 공부(遊園地でお勉強)
25.나메루 군을 찾아라(なめーる君を捜せ)
26.캡틴 히카루(써니)(キャプテンヒカル)
27.마법사 스우(슈)(魔法使いスー)
28.시간을 뛰어넘은 진실(時間（とき）をこえた真実)
29.전설의 아오이(한성준) 기사(伝説のアオい騎士)
30.세계는 두 사람을 위해서!(世界は二人のために!)